# Đội tuyển bóng đá U-23 quốc gia Iran
Đội tuyển bóng đá U-23 quốc gia Iran, còn được gọi là U-23 Iran hoặc Đội tuyển Olympic Iran; đại diện cho Iran trong các giải thi đấu bóng đá quốc tế trong Thế vận hội, Đại hội Thể thao châu Á và Giải vô địch bóng đá U-23 châu Á, cũng như bất kỳ giải đấu bóng đá quốc tế U-23 khác. Đội tuyển được kiểm soát bởi Liên đoàn bóng đá Iran.

## Thành tích tại các giải đấu

### Kỷ lục Thế vận hội
| Kỷ lục Thế vận hội Mùa hè | Kỷ lục Thế vận hội Mùa hè   | Kỷ lục Thế vận hội Mùa hè   | Kỷ lục Thế vận hội Mùa hè   | Kỷ lục Thế vận hội Mùa hè   | Kỷ lục Thế vận hội Mùa hè   | Kỷ lục Thế vận hội Mùa hè   | Kỷ lục Thế vận hội Mùa hè   | Kỷ lục Thế vận hội Mùa hè   |
| Năm                       | Kết quả                     | Vị trí                      | ST                          | T                           | H                           | B                           | BT                          | BB                          |
| ------------------------- | --------------------------- | --------------------------- | --------------------------- | --------------------------- | --------------------------- | --------------------------- | --------------------------- | --------------------------- |
| 1908–1988                 | Xem đội tuyển quốc gia Iran | Xem đội tuyển quốc gia Iran | Xem đội tuyển quốc gia Iran | Xem đội tuyển quốc gia Iran | Xem đội tuyển quốc gia Iran | Xem đội tuyển quốc gia Iran | Xem đội tuyển quốc gia Iran | Xem đội tuyển quốc gia Iran |
| 1992                      | Không vượt qua vòng loại    | Không vượt qua vòng loại    | Không vượt qua vòng loại    | Không vượt qua vòng loại    | Không vượt qua vòng loại    | Không vượt qua vòng loại    | Không vượt qua vòng loại    | Không vượt qua vòng loại    |
| 1996                      | Không vượt qua vòng loại    | Không vượt qua vòng loại    | Không vượt qua vòng loại    | Không vượt qua vòng loại    | Không vượt qua vòng loại    | Không vượt qua vòng loại    | Không vượt qua vòng loại    | Không vượt qua vòng loại    |
| 2000                      | Không vượt qua vòng loại    | Không vượt qua vòng loại    | Không vượt qua vòng loại    | Không vượt qua vòng loại    | Không vượt qua vòng loại    | Không vượt qua vòng loại    | Không vượt qua vòng loại    | Không vượt qua vòng loại    |
| 2004                      | Không vượt qua vòng loại    | Không vượt qua vòng loại    | Không vượt qua vòng loại    | Không vượt qua vòng loại    | Không vượt qua vòng loại    | Không vượt qua vòng loại    | Không vượt qua vòng loại    | Không vượt qua vòng loại    |
| 2008                      | Không vượt qua vòng loại    | Không vượt qua vòng loại    | Không vượt qua vòng loại    | Không vượt qua vòng loại    | Không vượt qua vòng loại    | Không vượt qua vòng loại    | Không vượt qua vòng loại    | Không vượt qua vòng loại    |
| 2012                      | Không vượt qua vòng loại    | Không vượt qua vòng loại    | Không vượt qua vòng loại    | Không vượt qua vòng loại    | Không vượt qua vòng loại    | Không vượt qua vòng loại    | Không vượt qua vòng loại    | Không vượt qua vòng loại    |
| 2016                      | Không vượt qua vòng loại    | Không vượt qua vòng loại    | Không vượt qua vòng loại    | Không vượt qua vòng loại    | Không vượt qua vòng loại    | Không vượt qua vòng loại    | Không vượt qua vòng loại    | Không vượt qua vòng loại    |
| 2020                      | Không vượt qua vòng loại    | Không vượt qua vòng loại    | Không vượt qua vòng loại    | Không vượt qua vòng loại    | Không vượt qua vòng loại    | Không vượt qua vòng loại    | Không vượt qua vòng loại    | Không vượt qua vòng loại    |
| 2024                      | Không vượt qua vòng loại    | Không vượt qua vòng loại    | Không vượt qua vòng loại    | Không vượt qua vòng loại    | Không vượt qua vòng loại    | Không vượt qua vòng loại    | Không vượt qua vòng loại    | Không vượt qua vòng loại    |
| 2028                      | Chưa xác định               | Chưa xác định               | Chưa xác định               | Chưa xác định               | Chưa xác định               | Chưa xác định               | Chưa xác định               | Chưa xác định               |
| 2032                      | Chưa xác định               | Chưa xác định               | Chưa xác định               | Chưa xác định               | Chưa xác định               | Chưa xác định               | Chưa xác định               | Chưa xác định               |
| Tổng số                   | -                           | 0 / 7                       | -                           | -                           | -                           | -                           | -                           | -                           |

### Kỷ lục giải vô địch bóng đá U-23 châu Á
| Kỷ lục giải vô địch bóng đá U-23 châu Á | Kỷ lục giải vô địch bóng đá U-23 châu Á | Kỷ lục giải vô địch bóng đá U-23 châu Á | Kỷ lục giải vô địch bóng đá U-23 châu Á | Kỷ lục giải vô địch bóng đá U-23 châu Á | Kỷ lục giải vô địch bóng đá U-23 châu Á | Kỷ lục giải vô địch bóng đá U-23 châu Á | Kỷ lục giải vô địch bóng đá U-23 châu Á |    | Vòng loại U-23 châu Á | Vòng loại U-23 châu Á | Vòng loại U-23 châu Á | Vòng loại U-23 châu Á | Vòng loại U-23 châu Á | Vòng loại U-23 châu Á |
| Năm                                     | Kết quả                                 | ST                                      | T                                       | H*                                      | B                                       | BT                                      | BB                                      | ST | T                     | H                     | B                     | BT                    | BB                    |                       |
| --------------------------------------- | --------------------------------------- | --------------------------------------- | --------------------------------------- | --------------------------------------- | --------------------------------------- | --------------------------------------- | --------------------------------------- | -- | --------------------- | --------------------- | --------------------- | --------------------- | --------------------- | --------------------- |
| 2014                                    | Vòng bảng                               | 3                                       | 1                                       | 1                                       | 1                                       | 6                                       | 5                                       | 5  | 4                     | 1                     | 0                     | 13                    | 2                     |                       |
| 2016                                    | Tứ kết                                  | 4                                       | 2                                       | 0                                       | 2                                       | 6                                       | 7                                       | 4  | 3                     | 0                     | 1                     | 15                    | 2                     |                       |
| 2018                                    | Không vượt qua vòng loại                | Không vượt qua vòng loại                | Không vượt qua vòng loại                | Không vượt qua vòng loại                | Không vượt qua vòng loại                | Không vượt qua vòng loại                | Không vượt qua vòng loại                | 2  | 1                     | 0                     | 1                     | 2                     | 3                     |                       |
| 2020                                    | Vòng bảng                               | 3                                       | 1                                       | 1                                       | 1                                       | 3                                       | 3                                       | 3  | 2                     | 1                     | 0                     | 6                     | 1                     |                       |
| 2022                                    | Vòng bảng                               | 3                                       | 0                                       | 2                                       | 1                                       | 3                                       | 4                                       | 3  | 3                     | 0                     | 0                     | 9                     | 2                     |                       |
| 2024                                    | Không vượt qua vòng loại                | Không vượt qua vòng loại                | Không vượt qua vòng loại                | Không vượt qua vòng loại                | Không vượt qua vòng loại                | Không vượt qua vòng loại                | Không vượt qua vòng loại                | 3  | 2                     | 0                     | 1                     | 7                     | 1                     |                       |
| Tổng số                                 | 4/6                                     | 13                                      | 4                                       | 4                                       | 5                                       | 18                                      | 19                                      | 20 | 15                    | 2                     | 3                     | 52                    | 11                    |                       |

*Biểu thị các trận hòa bao gồm các trận đấu vòng đấu loại trực tiếp được quyết định trên đá luân lưu trực tiếp.

### Kỷ lục Đại hội Thể thao châu Á
| Kỷ lục Đại hội Thể thao châu Á | Kỷ lục Đại hội Thể thao châu Á | Kỷ lục Đại hội Thể thao châu Á | Kỷ lục Đại hội Thể thao châu Á | Kỷ lục Đại hội Thể thao châu Á | Kỷ lục Đại hội Thể thao châu Á | Kỷ lục Đại hội Thể thao châu Á | Kỷ lục Đại hội Thể thao châu Á |
| Năm                            | Vòng                           | Đ                              | T                              | H                              | B                              | BT                             | BB                             |
| ------------------------------ | ------------------------------ | ------------------------------ | ------------------------------ | ------------------------------ | ------------------------------ | ------------------------------ | ------------------------------ |
| 1951 đến 1998                  | Xem đội tuyển quốc gia Iran    | Xem đội tuyển quốc gia Iran    | Xem đội tuyển quốc gia Iran    | Xem đội tuyển quốc gia Iran    | Xem đội tuyển quốc gia Iran    | Xem đội tuyển quốc gia Iran    | Xem đội tuyển quốc gia Iran    |
| 2002                           | Vô địch                        | 6                              | 4                              | 2                              | 0                              | 16                             | 2                              |
| 2006                           | Hạng ba                        | 6                              | 4                              | 1                              | 1                              | 10                             | 6                              |
| 2010                           | Hạng tư                        | 7                              | 5                              | 0                              | 2                              | 14                             | 8                              |
| 2014                           | Vòng bảng                      | 2                              | 0                              | 1                              | 1                              | 2                              | 5                              |
| 2018                           | Vòng 16 đội                    | 4                              | 1                              | 1                              | 2                              | 3                              | 4                              |
| 2022                           | Tứ kết                         | 5                              | 3                              | 1                              | 1                              | 9                              | 1                              |
| 2026 đến 2034                  | Chưa xác định                  | Chưa xác định                  | Chưa xác định                  | Chưa xác định                  | Chưa xác định                  | Chưa xác định                  | Chưa xác định                  |
| Tổng số                        | 6/6                            | 30                             | 17                             | 6                              | 7                              | 54                             | 26                             |

### Kỷ lục giải vô địch bóng đá U-23 Tây Á
| Năm     | Kết quả | ST | T | H | B | BT | BB |
| ------- | ------- | -- | - | - | - | -- | -- |
| 2015    | Vô địch | 4  | 3 | 1 | 0 | 8  | 3  |
| Tổng số | 1/1     | 4  | 3 | 1 | 0 | 8  | 3  |

## Danh hiệu
Châu lục & khu vực
- Đại hội Thể thao châu Á - Asian Games†
  -  Huy chương vàng (1): 2002
  -  Huy chương đồng (1): 2006

†Đội tuyển U-23 được ưa chuộng bởi AFC và IOC kể từ Đại hội Thể thao châu Á 2002. Đội tuyển quốc gia được thi đấu trong đại hội thể thao trước năm 2002.
- Cúp bóng đá U-23 Tây Á
  - Vô địch (1): 2015

Giải đấu giao hữu
- VFF Cúp bóng đá Mùa xuân VTV-T&T: 2006
- FFIRI Cúp Velayat: 2010
- QFA Cúp bóng đá trẻ giao hữu quốc tế: 2013
- TFF Cúp bóng đá Antalya: 2015

## Huấn luyện viên
- Hassan Habibi (1992–1994)
- Hans-Jürgen Gede (1994–1995)
- Hassan Habibi (1995)
- Ebrahim Ghasempour (1997–1999)
- Egon Coordes (1999)
- Mehdi Monajati (1999–2002)
- Branko Ivanković (2002–2003)
- Mohammad Mayeli Kohan (2003–2004)
- Renê Simões (2005–2006)
- Vinko Begović (2006–2007)
- Nenad Nikolić (2007–2008)
- Gholam Hossein Peyrovani (2009–2010)
- Human Afazeli (2010–2011)
- Ali Reza Mansourian (2011–2014)
- Human Afazeli (2014)
- Nelo Vingada (2014)
- Mohammad Khakpour (2014–2016)
- Amir Hossein Peiravani (2017)
- Zlatko Kranjčar (2018–2019)
- Farhad Majidi (2019)
- Hamid Estili (2019–đến nay)